# Abdullahi Ahmed An-Na'im
Abdullahi Ahmed An-Na'im (Sudan, ...) è un giurista sudanese.
Svolge il ruolo di Charles Howard Candler Professor in Legge presso la Emory University School of Law di Atlanta. È specializzato in diritti umani nell'Islam e nei rapporti inter-culturali. È direttore del programma sui Diritti Umani e Religiosi presso la Emory. Partecipa inoltre al Center for the Study of Law and Religion. An-Naim è stato Direttore Esucutivo della sede africana del Human Rights Watch. Egli ambisce ad una sinergia e ad un'interdipndenza fra diritti umani, religione e secolarismo, invece della dicotomia e dell'incompatibilità.
An-Naim è originario del Sudan, dove è stato profondamente influenzato dal movimento riformatore islamico di Mahmoud Mohamed Taha.

## Principali pubblicazioni

### Autore
- Islam and the Secular State: Negotiating the Future of Shari'a. Cambridge, MA e Londra: Harvard University Press (2008).
- African Constitutionalism and the Contingent Role of Islam. Philadelphia, PA: University of Pennsylvania Press (2006).
- Toward an Islamic Reformation: Civil Liberties, Human Rights and International Law. Syracuse, NY: Syracuse University Press, 1990 (edizione brossurata: American University in Cairo, 1992). Tradotto in arabo (1994), indonesiano (1995), russo (1999), e farsi (2003).
- Sudanese Criminal Law: General Principles of Criminal Responsibility (in arabo). Omdurman, Sudan: Huriya Press, 1985.

### Editore
- Human Rights Under African Constitutions: Realizing the Promise for Ourselves. Philadelphia, PA: University of Pennsylvania Press, 2003.
- Islamic Family Law in a Changing World: A Global Resource Book. Londra: Zed Books, 2002.
- Cultural Transformation and Human Rights in Africa. Londra: Zed Books, 2002.
- Proselytization and Communal Self-Determination in Africa. Maryknoll, NY: Orbis Books, 1999.
- Universal Rights, Local Remedies: Legal Protection of Human Rights under the Constitutions of African Countries. Londra: Interights, 1999.
- The Cultural Dimensions of Human Rights in the Arab World (in arabo). Cairo: Ibn Khaldoun Center, 1993.
- Human Rights in Cross-Cultural Perspectives: Quest for Consensus. Philadelphia, PA: University of Pennsylvania Press, 1992.

### Coeditore
- Con Ifi Amadiume: The Politics of Memory: Truth, Healing and Social Justice. Londra: Zed Books, 2000.
- Con J. D. Gort, H. Jansen, & H. M. Vroom: Human Rights and Religious Values: An Uneasy Relationship? Grand Rapids, MI: William B. Eerdmans Publishing Company, 1995.
- Con Francis Deng: Human Rights in Africa: Cross-Cultural Perspectives. Washington, DC: The Brookings Institution, 1990.

### Traduttore
- Traduzione in arabo: Francis Deng: Cry of the Owl (a political novel). Cairo: Midlight, 1991.
- Traduzione in inglese e introduzione: Ustadh Mahmoud Mohamed Taha: The Second Message of Islam. Syracuse, NY: Syracuse University Press, 1987.

### Altri media
- Islam and the Secular State: Negotiating the Future of the Religious Law of Islam. Presentazione presso la University of Illinois, 2008.

Vedere http://www.cgs.uiuc.edu/resources/webvideo/an_naim.html per il video.